# Pablo Russo
Pablo Gabriel Russo (Concordia, Provincia de Entre Ríos, Argentina; 25 de julio de 1985) es un futbolista argentino. Juega como marcador central y su primer equipo fue Deportivo La Bianca. Actualmente milita en Guaraní Antonio Franco del Torneo Regional Amateur.

## Trayectoria
Surgió de las inferiores del Club Social y Deportivo La Bianca de su ciudad natal. Ha jugado en varios clubes del ascenso del fútbol argentino.
En agosto del 2012 se incorpora a Gimnasia y Esgrima La Plata a pedido de su DT Pedro Troglio. Firma contrato por una temporada con la institución platense. Con la camiseta de Gimnasia no pudo disputar ningún partido, alternando el banco de suplentes en muchas ocasiones. Una vez finalizado su contrato queda en libertad de acción.

## Clubes
| Club                          | País      | Año       |
| ----------------------------- | --------- | --------- |
| Salto Grande de Concordia     | Argentina | 2008      |
| Colegiales de Concordia       | Argentina | 2008-2011 |
| Atlético Paraná               | Argentina | 2011-2012 |
| Gimnasia y Esgrima La Plata   | Argentina | 2012-2013 |
| Patronato de Paraná           | Argentina | 2013-2014 |
| Libertad de Concordia         | Argentina | 2014-2015 |
| Chaco For Ever                | Argentina | 2016-2018 |
| Juventud Antoniana de Salta   | Argentina | 2018      |
| Güemes de Santiago del Estero | Argentina | 2019      |
| Defensores de Pronunciamiento | Argentina | 2019-2020 |
| Guaraní Antonio Franco        | Argentina | 2020-?    |

## Palmarés
| Título                     | Club                    | País      | Año  |
| -------------------------- | ----------------------- | --------- | ---- |
| Ascenso a Primera División | Gimnasia y Esgrima (LP) | Argentina | 2013 |
| Ascenso al Federal A       | Güemes (SdE)            | Argentina | 2019 |